# Mirosław Kłusek
Mirosław Zenon Kłusek – polski historyk, prof. dr hab., dyrektor Instytutu Strat Wojennych w latach 2021–2022.

## Biografia
Mirosław Kłusek ukończył studia magisterskie z historii na Uniwersytecie Komisji Edukacji Narodowej w Krakowie w 1991 roku (praca magisterska Gustaw Stresemann, życie i działalność polityczna). Doktoryzował się w 2006 roku na podstawie pracy Polityka Gustawa Stresemanna wobec ZSRR w latach 1923–1929. Habilitacja w dziedzinie nauk humanistycznych na podstawie pracy Państwowy Bank Rolny w latach 1919–1949. Studium historyczno–prawne w 2013 roku na Uniwersytecie Mikołaja Kopernika w Toruniu. W latach 2006–2018 wykładał na Uniwersytecie Rolniczym im. Hugona Kołłątaja w Krakowie. Od 2018 jest wykładowcą Uniwersytetu Łódzkiego. W 2018 roku otrzymał tytuł profesorski. Decyzją premiera Mateusza Morawieckiego dwukrotnie pełnił funkcję dyrektora Instytutu Strat Wojennych im. Jana Karskiego – od grudnia 2021 do stycznia 2022 oraz od lipca 2022 do listopada 2022. Był współautorem opublikowanego w 2022 roku Raportu o stratach poniesionych przez Polskę w wyniku agresji i okupacji niemieckiej w czasie II wojny światowej 1939–1945, za co odznaczony został przez prezydenta RP Andrzeja Dudę Złotym Krzyżem Zasługi w 2024 roku. Przedmiotem badać prof. Kłuska są: historia ekonomii, historia gospodarcza, straty wojenne Polski.